# Cecharismena nectarea
Cecharismena nectarea là một loài bướm đêm trong họ Noctuidae.